# Sponsion
Sponsion bezeichnet in Österreich die Verleihung des akademischen Grades eines Magisters (Abk. Mag. bzw. Mag.a oder Mag. (FH)), eines Diplomingenieurs (Abk. DI bzw. DI (FH) oder Dipl.-Ing. bzw. Dipl.-Ing. (FH)), eines Bachelor of Arts (Abk. B.A.), Bachelor of Science (Abk. B.Sc.), Bachelor of Education (Abk. B.Ed.) oder Bachelor of Laws (Abk. LL.B.) sowie eines Master of Arts (Abk. M.A.), Master of Science (Abk. M.Sc.) oder Master of Laws (Abk. LL.M.) und Master of Business Administration.
Auch der Doktor der gesamten Heilkunde (Dr. med. univ.) sowie der Doktor der Zahnheilkunde (Dr. med. dent.) wird durch Sponsion verliehen. Diese Grade sind – entgegen ihrer Bezeichnung – seit 2002 keine Doktorgrade, sondern Diplomgrade (sog. Berufsdoktorate), die nach Abschluss eines entsprechenden Diplomstudienganges (Human- bzw. Zahnmedizin) verliehen werden. Alle anderen Doktorgrade werden durch eine Promotion verliehen.

## Voraussetzungen
Voraussetzungen der Sponsion sind der erfolgreiche Abschluss eines Bachelorstudiums, Diplomstudiums, Masterstudiums oder eines Magisterstudiums an einer Universität oder Fachhochschule mit der Diplomprüfung und das Verfassen einer Bachelor-, Master-, Magister- oder Diplomarbeit. Der Titel wird durch einen vom Rektor oder von dem für die Lehre zuständigen Vizerektor der Universität ausgestellten Sponsionsbescheid verliehen. Üblicherweise wird die Sponsionsurkunde im Rahmen einer akademischen Feier in festlichem Rahmen überreicht.
Die formalen Fragen zur Sponsion sind im österreichischen Universitätsgesetz 2002 geregelt (insbesondere § 87).

## „Spondeo“
Der Begriff kommt vom lateinischen Wort sponsio (Gelöbnis). Die Absolventen versprechen in einer akademischen Feier freiwillig, sich stets so zu verhalten, wie es die akademische Ausbildung gebietet; im Wortlaut spondeo oder Ich verspreche es.
Zum Beispiel lautet die Gelöbnisformel an der Universität Salzburg: „Wir versprechen, der Wissenschaft zu dienen, ihre Ziele zu fördern und dadurch verantwortlich zur Lösung der Probleme der menschlichen Gesellschaft und deren gedeihlicher Weiterentwicklung beizutragen sowie der Universität verbunden zu bleiben.“